# Gjensidige Cup
Der Gjensidige Cup ist ein Handballturnier für Männer-Nationalmannschaften, das seit 2017 in Norwegen ausgetragen wird. Das Vier-Nationen-Turnier findet am Ende des Vorjahres oder direkt vor Turnierbeginn als Vorbereitung auf die im Januar stattfindenden Europameisterschaften bzw. die Weltmeisterschaften statt. Ausrichter ist der norwegische Handballverband (Norges Håndballforbund), Hauptsponsor der namensgebende Versicherungskonzern Gjensidige Forsikring.

## Resultate
| Jahr      | Ort                                         | Sieger                                      | 2. Platz                                    | 3. Platz                                    | 4. Platz                                    |
| --------- | ------------------------------------------- | ------------------------------------------- | ------------------------------------------- | ------------------------------------------- | ------------------------------------------- |
| 2017      | Terningen Arena, Elverum                    | Norwegen                                    | Schweden                                    | Island                                      | Polen                                       |
| 2018      | Sotra Arena, Straume, Øygarden              | Frankreich                                  | Dänemark                                    | Norwegen                                    | Island                                      |
| 2019      | Oslo Spektrum, Oslo                         | Norwegen                                    | Island                                      | Brasilien                                   | Niederlande                                 |
| 2020      | ausgefallen auf Grund der Covid-19-Pandemie | ausgefallen auf Grund der Covid-19-Pandemie | ausgefallen auf Grund der Covid-19-Pandemie | ausgefallen auf Grund der Covid-19-Pandemie | ausgefallen auf Grund der Covid-19-Pandemie |
| 2021      | Trondheim Spektrum, Trondheim               | Teil der Golden League                      | Teil der Golden League                      | Teil der Golden League                      | Teil der Golden League                      |
| Jan. 2023 | Trondheim Spektrum, Trondheim               | Norwegen                                    | Portugal                                    | Brasilien                                   | Vereinigte Staaten                          |
| Nov. 2023 | Sotra Arena, Straume                        | Dänemark                                    | Spanien                                     | Norwegen                                    | Niederlande                                 |